# マイケル・クレト
マイケル・ホセ・クレト（Maikel Jose Cleto , 1989年5月1日 - ）は、ドミニカ共和国サントドミンゴ出身のプロ野球選手（投手）。右投右打。メキシカンリーグのラグナ・ユニオン・コットンファーマーズ所属。

## 経歴

### プロ入りとメッツ傘下時代
2006年8月10日にニューヨーク・メッツと契約。
2007年、傘下のルーキー級ガルフ・コーストリーグ・メッツでプロデビュー。11試合（先発4試合）に登板して1勝2敗1セーブ・防御率5.03・28奪三振の成績を残した。
2008年はまずA級サバンナ・サンドナッツでプレーし、25試合（先発22試合）に登板して5勝11敗・防御率4.25・81奪三振の成績を残した。8月にA+級セントルーシー・メッツへ昇格し、1試合に登板した。

### マリナーズ傘下時代
2008年12月11日にメッツ、クリーブランド・インディアンス、シアトル・マリナーズ間の三角トレードで、マリナーズへ移籍した。
2009年はルーキー級アリゾナリーグ・マリナーズで1試合に登板後、6月にA級クリントン・ランバーキングスへ昇格。8試合に先発登板して0勝3敗・防御率5.33・24奪三振の成績を残した。
2010年はA+級ハイデザート・マーベリックスでプレーし、23試合（先発21試合）に登板して4勝9敗・防御率6.16・83奪三振の成績を残した。オフの11月19日に40人枠入りを果たした。

### カージナルス時代
2010年12月12日にブレンダン・ライアンとのトレードで、セントルイス・カージナルスへ移籍した。
2011年はA+級パームビーチ・カージナルスで開幕を迎え、5月にAA級スプリングフィールド・カージナルスへ昇格。6月2日にメジャーへ昇格した。同日のサンフランシスコ・ジャイアンツ戦でメジャーデビュー。7回裏から登板し、1回を投げ3安打4失点1四球1奪三振だった。この年は3試合に登板して防御率12.46・6奪三振の成績を残した。
2012年2月29日にカージナルスと1年契約に合意。3月14日にAAA級メンフィス・レッドバーズへ異動した。5月31日にメジャーへ昇格。この年は9試合に登板して防御率7.00・15奪三振の成績を残した。
2013年3月29日にAAA級メンフィスへ異動し、6月5日にメジャーへ昇格した。同日のアリゾナ・ダイヤモンドバックス戦で7回表1死から登板したが、2.1回を投げ5安打5失点1四球と結果を残せず、6月6日にAAA級メンフィスへ降格した。

### ロイヤルズ傘下時代
2013年6月23日にウェイバーでカンザスシティ・ロイヤルズへ移籍。同日にAAA級オマハ・ストームチェイサーズへ異動した。AAA級オマハでは19試合に登板して1勝2敗1セーブ・防御率3.55・奪三振の成績を残した。
2014年2月17日にDFAとなった。

### ホワイトソックス時代
2014年2月26日にウェイバーでシカゴ・ホワイトソックスへ移籍した。3月1日にホワイトソックスと1年契約に合意し、開幕ロースター入りを果たした。開幕後は13試合に登板したが、5月10日にDFAとなり、12日に40人枠を外れる形でAAA級シャーロット・ナイツへ配属された。AAA級シャーロットでは22試合に登板して3勝0敗3セーブ・防御率5.91・50奪三振の成績を残した。8月4日に再びホワイトソックスとメジャー契約を結んだ。メジャーでは28試合にリリーフ登板し、防御率4.60を記録。投球イニング数を超える三振を奪った一方で、イニングとほぼ同等の四球を与えるなど、奪三振と与四球の率が極めて高かった。
2015年4月3日、再び40人枠を外れる形でAAA級シャーロットへ降格し、開幕を迎えた。この年はAAA級シャーロットでプレーし、31試合に登板して3勝2敗5セーブ・防御率3.00・61奪三振の成績を残した。
2016年3月31日に自由契約となった。

### メキシカンリーグ時代
2016年5月30日にメキシカンリーグのラグナ・カウボーイズと契約。14試合に登板して0勝1敗・防御率1.29・16奪三振の成績を残した。7月1日に自由契約となった。

### ブレーブス傘下時代
2016年7月2日にアトランタ・ブレーブスとマイナー契約を結んだ。傘下のAAA級グウィネット・ブレーブスでプレーし、20試合に登板して2勝0敗4セーブ・防御率2.14・31奪三振の成績を残した。オフの11月7日にFAとなった。

### カブス傘下時代
2016年12月20日にシカゴ・カブスとマイナー契約を結んだ。
2017年3月13日に放出された。

### メキシカンリーグ時代（2期）
2017年5月4日にメキシカンリーグのラグナ・ユニオン・カウボーイズと契約を結んだ。6月20日にユカタン・ライオンズに3対4の大型トレードで移籍した。
2018年シーズンの開幕前にラグナ・ユニオン・コットンファーマーズにトレードで出戻りを果たす。7月17日にユカタン・ライオンズにトレードされた。
2019年はユカタン・ライオンズで開幕を迎えたが、6月1日からはティフアナ・ブルズにレンタル移籍、7月2日からはアグアスカリエンテス・レイルロードメンにレンタル移籍してプレーした。
2021年4月7日にラグナ・ユニオン・コットンファーマーズと契約した。

## 詳細情報

### 年度別投手成績
| 年 度    | 球 団    | 登 板 | 先 発 | 完 投 | 完 封 | 無 四 球 | 勝 利 | 敗 戦 | セ 丨 ブ | ホ 丨 ル ド | 勝 率 | 打 者 | 投 球 回 | 被 安 打 | 被 本 塁 打 | 与 四 球 | 敬 遠 | 与 死 球 | 奪 三 振 | 暴 投 | ボ 丨 ク | 失 点 | 自 責 点 | 防 御 率 | W H I P |
| -------- | -------- | ----- | ----- | ----- | ----- | -------- | ----- | ----- | -------- | ----------- | ----- | ----- | -------- | -------- | ----------- | -------- | ----- | -------- | -------- | ----- | -------- | ----- | -------- | -------- | ------- |
| 2011     | STL      | 3     | 0     | 0     | 0     | 0        | 0     | 0     | 0        | 0           | ----  | 25    | 4.1      | 7        | 2           | 4        | 0     | 0        | 6        | 0     | 0        | 6     | 6        | 12.46    | 2.54    |
| 2012     | STL      | 9     | 0     | 0     | 0     | 0        | 0     | 0     | 0        | 1           | ----  | 41    | 9.0      | 13       | 4           | 2        | 0     | 1        | 15       | 0     | 0        | 7     | 7        | 7.00     | 1.67    |
| 2013     | STL      | 1     | 0     | 0     | 0     | 0        | 0     | 0     | 0        | 0           | ----  | 15    | 2.1      | 5        | 1           | 1        | 0     | 2        | 5        | 0     | 0        | 5     | 5        | 19.29    | 2.57    |
| 2014     | CWS      | 28    | 0     | 0     | 0     | 0        | 0     | 1     | 0        | 4           | .000  | 138   | 29.1     | 24       | 3           | 23       | 2     | 3        | 32       | 4     | 0        | 18    | 15       | 4.60     | 1.60    |
| MLB：4年 | MLB：4年 | 41    | 0     | 0     | 0     | 0        | 0     | 1     | 0        | 5           | .000  | 219   | 45.0     | 49       | 10          | 30       | 2     | 6        | 58       | 4     | 0        | 36    | 33       | 6.60     | 1.76    |

- 2018年度シーズン終了時

### 年度別守備成績
| 年 度 | 球 団 | 投手（P） | 投手（P） | 投手（P） | 投手（P） | 投手（P） | 投手（P） |
| 年 度 | 球 団 | 試 合     | 刺 殺     | 補 殺     | 失 策     | 併 殺     | 守 備 率  |
| ----- | ----- | --------- | --------- | --------- | --------- | --------- | --------- |
| 2011  | STL   | 3         | 0         | 0         | 0         | 0         | ----      |
| 2012  | STL   | 9         | 1         | 0         | 0         | 0         | 1.000     |
| 2013  | STL   | 1         | 0         | 0         | 0         | 0         | ----      |
| 2014  | CWS   | 28        | 1         | 4         | 0         | 0         | 1.000     |
| MLB   | MLB   | 41        | 2         | 4         | 0         | 0         | 1.000     |

- 2018年度シーズン終了時

### 背番号
- 63（2011年 - 2013年）
- 39（2014年）